# Política de Yemen

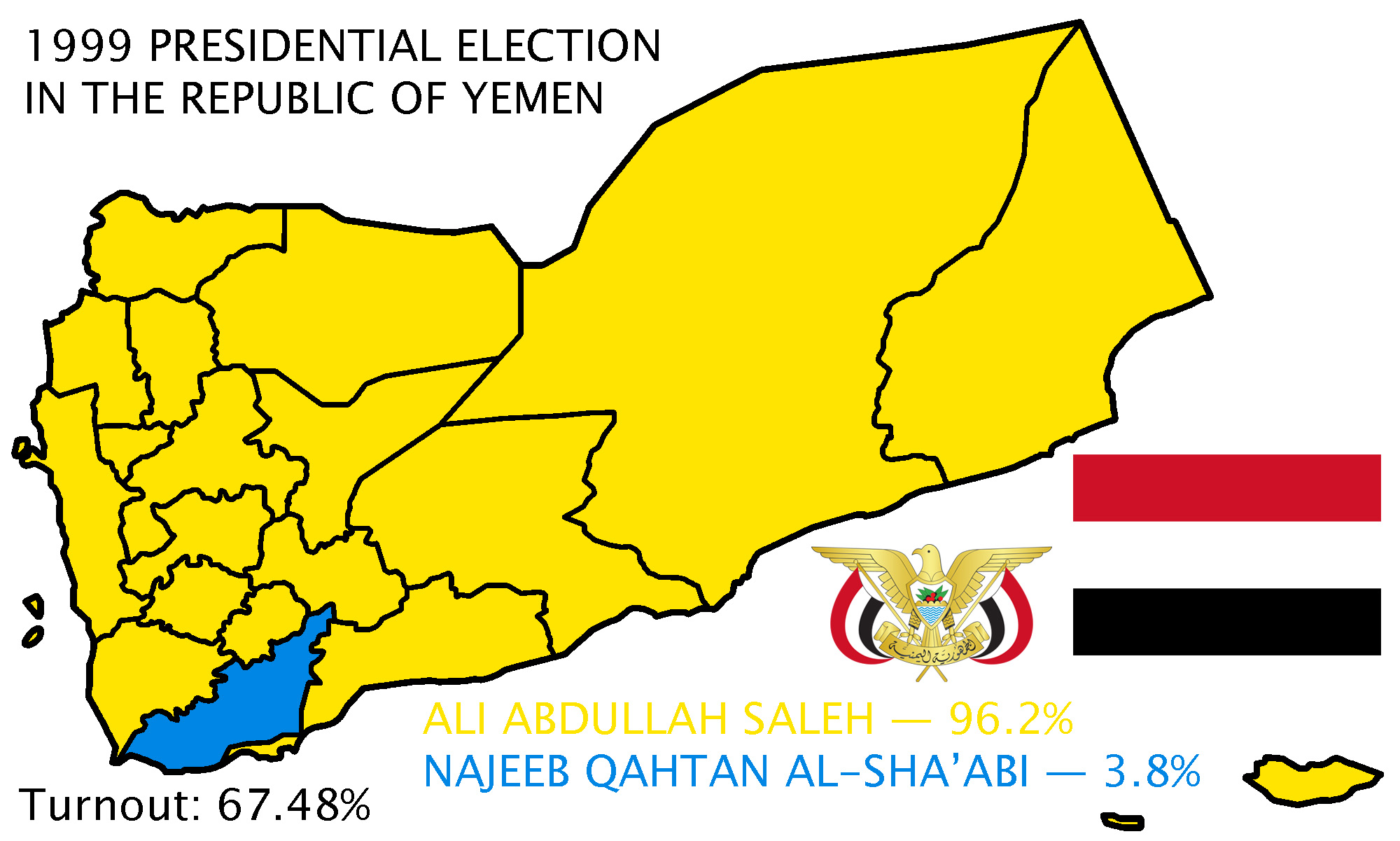
Las elecciones presidenciales en Yemen (1999)

Desde la unificación de la República Árabe de Yemen (norte) y la República Democrática de Yemen (sur) en mayo de 1990, el sistema de gobierno de la República de Yemen se basa en un Consejo Presidencial de cinco integrantes (tres del norte, dos del sur), dirigido por presidente de la República Abd Rabbuh Mansur al-Hadi.
El Parlamento es bicameral, estando formado por la Asamblea de Representantes, de 301 diputados, y la Shura de 111 miembros. Una de las principales funciones del Parlamento es elegir a los dos candidatos que concurrirán a las elecciones presidenciales, pudiendo así dejar fuera a destacados líderes opositores.
El presidente es electo por sufragio universal por un período de 7 años y el parlamento por un periodo de 5 años.
El país es regido por una constitución aprobada por referéndum el 16 de mayo de 1991, con la unificación de Yemen; esta fue reformada posteriormente, en 1994 y 2001.

## Partidos políticos
En las elecciones parlamentarias de abril de 2003, el Congreso General del Pueblo mantuvo la mayoría absoluta (238 escaños). Además obtuvieron bancas los partidos Al-Islah (46), Socialista (8), Organización Popular Unionista Naserita (3), Partido del Renacimiento Socialista Árabe (2) y 4 diputados independientes. 